# Gromo
Gromo (lombardul: Gróm) település Olaszországban, Lombardia régióban, Bergamo megyében. Lakosainak száma 1141 fő (2023. január 1.). Gromo Valbondione, Valgoglio, Gandellino, Vilminore di Scalve, Ardesio és Oltressenda Alta községekkel határos.

## Népesség
A település lakossága az elmúlt években az alábbi módon változott:
| Lakosok száma | 1209 | 1205 | 1141 |
|               | 2017 | 2018 | 2023 |